# Gheorghe Gârda
Gheorghe Gârda (n. 17 septembrie 1879, Mănăștiur, Timiș, România – d. 23 decembrie 1948, Lumina, Constanța, România)  a fost un avocat, poet și scriitor român. S-a remarcat prin poeziile sale scrise în dialect bănățean. 

## Viața
A urmat școala primară în satul natal, cursurile secundare la liceul maghiar din Lugoj și la liceul românesc din Brașov, terminându-l în 1899. După stagiul militar la Viena, a urmat Facultatea de Drept la Budapesta, luând examenul de doctorat în 1907. Avocat în Făget, a participat la manifestările naționale și culturale din Banat. A publicat, începând din 1902, o serie de articole, cronici, culegeri de folclor și poezii în grai bănățean în ziarul Drapelul (Lugoj), Poporul român (Budapesta), Convorbiri literare (București), Timișana (Lugoj), Banatul (Timișoara), Semenicul (Lugoj) și în Calendarul Poporului Român (Budapesta). Primul volum i-a apărut în 1908 la Budapesta, editia II-a în București (în 1921) cu titlul Bănatu-i fruncea, cuprinzând 28 de poezii în grai bănățean. Poeziile lui au un caracter mai pregnant bănățean decât ale lui Victor Vlad Delamarina; ele redau vorbirea vie a țăranilor din jurul Făgetului și mentalitatea „paorilor” față de modernizarea vieții, fiind foarte populare în Banat.
În 1918 a coordonat Gărzile Naționale Române din Lugoj și a fost delegat titular la Marea Adunare Națională de la Alba Iulia din partea cercului electoral Făget–Bichiș. Între noiembrie 1919 și martie 1920 a fost secretarul Adunării Deputaților din primul parlament al României Mari.

## Opera
Una din cele mai faimoase poezii ale lui Gheorghe Gârda este Izâmbanu:
Uicie, Ioane, izâmbanu,

Mă, trăzni-l-ar Dumniezău,

Așa joavină-nșierată,

N-am văzut dă când mi-s ieu!
Uicie lampa albă-n fruncie,

S-uicie coșu în spinare,

Uicie șie dă căși în coadă,

Șie pișioarie scurcie are!
Uicie, niemțî cum scot capu,

Și niemțoaice cum să uită,

Oare cum de nu să-mburdă,

Cu atâta lumie multă?
Da-i strâns păstă piept și foale,

Tăt cu fierie-ncârligacie,

Și cum fujie-alunecând,

Pă pișioarie-nverigacie!
Pufăie pă nări într-una,

Gâfăie lung și-nghiesat,

Și-așa buie dă năpraznic,

Ca un drac împielițat.
Mă, hai iucie să ne-ascungiem,

In pădure, sus pă coastă,

Că d-apucă pă cărare,

Vai și-amar de pielia noastră!